# Nguyễn Đăng Giai
Nguyễn Đăng Giai (阮登楷 hay 阮登階, ? - 1854) tự Toản Phu; là danh thần nhà Nguyễn trong lịch sử Việt Nam.

## Thân thế và sự nghiệp
Ông là người làng Phù Chánh, huyện Lệ Thủy, tỉnh Quảng Bình. Xuất thân trong một gia đình vọng tộc, nội ông là tiến sĩ Nguyễn Đăng Hoành, cha ông là Hiệp biện đại học sĩ Nguyễn Đăng Tuân (thầy dạy vua Thiệu Trị).
Thuở nhỏ, Nguyễn Đăng Giai theo học với thân phụ. Năm Minh Mạng thứ nhất (1820), ông đỗ hương tiến (cử nhân).

### Dưới triều Minh Mạng
Thi đỗ, Nguyễn Đăng Giai được bổ vào làm ở Hàn lâm, rồi thăng Lang trung bộ Hộ. Năm Canh Dần (1830), ông làm thự Tham hiệp trấn Nam Định. Mùa thu năm Tân Mão (1832), sung cho ông chức Khảo thí trường thi Nghệ An, rồi đợi lĩnh chức Bố chánh sứ Thanh Hóa.
Khi ấy, đường biển thường bị cướp, bị những nhóm nổi dậy làm trở ngại, nên ông đã cùng với Tổng đốc Đoàn Văn Trường dâng sớ xin chấn chỉnh lại các đội binh thuyền, để tiễu trừ nạn trên. Xem xong tấu sớ, vua Minh Mạng phê rằng: Đăng Giai có kiến thức, những điều đã trình bày phần nhiều thiết thực trúng cơ nghi.... Vì vậy, ông không được điều đến Thanh Hóa, mà được cử làm Hộ lý quan phòng cửa Tuần Phủ.
Lúc bấy giờ, ở nhiều nơi bị mất mùa, dân đói đến nỗi phải xiêu dạt, Nguyễn Đăng Giai liền xin vua cho đặt sở Dưỡng tế, cho mở đường cảng và lấy đá núi, lấy tiền trả công thay cho tiền phát chẩn. Lời tâu này lại được nhà vua truyền chỉ khen ngợi ông là người "hết lòng trù tính cứu chữa" .
Năm Quý Tỵ (1833), Lê Duy Lương làm cuộc nổi dậy ở đất Bắc. Tháng 3 (âm lịch), nhà vua sai Tổng đốc An Tĩnh (Nghệ An, Hà Tĩnh) Tạ Quang Cự, Thống chế Hoàng Đăng Thận và Nguyễn Đăng Giai cùng mang quân bộ và quân tượng đi tiễu trừ lực lượng của Lê Duy Lương.
Sau khi được nhà vua chấp thuận phương cách tiêu diệt cuộc nổi dậy của ông, ông đã tự xin đem binh tượng đến thẳng Ninh Bình, rồi cùng với Tạ Quang Cự tiến quân đóng ở phủ Thiên Quang (nay là Nho Quan). Khi ấy quân của Lê Duy Lương đang làm chủ đất Chi Nê, 4 sở ở Phụng Hóa, 2 sở ở Gia Viễn và 5 sở ở Yên Hóa...Ngoài vài ngàn quân, lực lượng Lê Duy Lương còn có hơn 30 chiếc thuyền chiến chia giữ các nơi hiểm yếu.
Để đối lại, Nguyễn Đăng Giai bèn bàn với tướng Tạ Quang Cự cùng hợp binh, trước đánh lấy hai đồn là Không Cốc và Tâm Đình, sau tiến lấy Chi Nê và Sơn Âm. 
Không ngờ trong lúc đánh đuổi quân nổi dậy, một thổ ty ở Thanh Hóa là Nguyễn Đình Bang, sau khi được cấp súng liền đánh lại quân triều rồi bỏ trốn. Nguyễn Đăng Giai gửi sớ về nhận lỗi, vua Minh Mạng truyền lệnh cách chức ông nhưng cho ở lại quân thứ để lấy công chuộc tội. Sau đó, ông đốc quân tiến đánh lấy lại đồn Xích Thổ và vài đồn khác, làm thương vong quân nổi dậy rất nhiều, được nhà vua khen cho ông khai phục chức quan cũ.
Tiếp theo, Nguyễn Đăng Giai lại nhận lệnh dẫn quân đi đánh dẹp cuộc nổi dậy của các thổ dân ở Thanh Ba, lúc bấy giờ đang đánh phá huyện Cẩm Thủy và phủ Quảng Hóa (ở phía tây bắc của tỉnh Thanh Hóa). Xong việc, ông được khai phục chức Bố chính, rồi đổi đi Bắc Ninh.
Năm Bính Thân (1836), ông được điều động về Thanh Hóa, rồi tiếp tục lo việc mở đường cảng. Cuối năm ấy, các thổ ty ở Thanh Ba lại xui dân nổi dậy, nhà vua bèn cử Hiệp biện đại học sĩ Trương Đăng Quế làm chức Kinh lược, cử Doãn Uẩn và ông cùng làm chức phó, để đi trấn áp và thu phục lại lòng dân.
Năm sau (1837), dân tỉnh Bắc Ninh bị đói, nhà vua ban lệnh bán thóc gạo cho dân, cử Nguyễn Đăng Giai ra coi việc ấy, nhưng vì có lời xin của Trương Đăng Quế nên ông được ở lại để cùng đi đánh dẹp tàn quân của Lê Duy Lương, lúc này đang do các thủ lĩnh họ Quách, họ Đinh làm lãnh đạo.
Tháng 3 (âm lịch) năm ấy, Nguyễn Đăng Giai cùng Đề đốc Tôn Thất Bật đang ở Ái Chữ, thì bắt sống được một viên tướng của đội quân nổi dậy là Phạm Công Nho, liền cho đóng cũi đưa về Huế giết ngay. Sau đó, Nguyễn Đăng Giai còn chém chết tại trận tướng Lê Phúc Hiển, bắt sống thêm hai viên tướng khác, đó là Đinh Kim Bảng và Hà Công Kim của lực lượng trên.
Bình định xong nơi ấy, vua Minh Mạng xuống chiếu cho ông thu quân về. Vào triều, ông được nhà vua thưởng cho quân công một cấp, và chuẩn cho ông về lại Bắc Ninh.

### Dưới triều Thiệu Trị
Năm đầu Thiệu Trị (1841), thăng Nguyễn Đăng Giai làm Tổng đốc Ninh Thái (tức Bắc Ninh và Thái Nguyên). Năm Quý Mão (1843), đồng thủ lĩnh cuộc nổi dậy ở Sơn Tây là Ba Nhàn và Tiền Bột kéo lực lượng về ẩn náu ở vùng rừng núi thuộc đất Lâm Thao và Đoan Hùng. Để truy diệt tận gốc, nhà vua bèn đổi Nguyễn Đăng Giai làm thự Tổng đốc Sơn Hưng Tuyên (Sơn Tây, Hưng Hóa, Tuyên Quang). Đến nơi, ông lo chỉnh đốn việc binh, nên chỉ vài tháng sau thì đánh dẹp xong.
Lập được đại công, Nguyễn Đăng Giai được thưởng cho một cấp trác dị , kim tiền và nhẫn ngọc. Cũng trong năm ấy, ông tâu với vua xin bãi chức Bố chính Lê Nguyên Giám và Án sát Vũ Danh Trì ở tỉnh Tuyên Quang vì không làm được việc; xin mộ thổ dân, lập đồn quân ở Sơn Động, đặt chức giáo thụ cho tỉnh này.
Mùa thu năm Giáp Thìn (1844), trong kỳ xét công, ông được vua Thiệu Trị cho thực thụ chức Tổng đốc Sơn Hưng Tuyên. Cha mất, ông xin về thọ tang. Không bao lâu sau, ông lại trở ra Tuyên Quang, dẫn quân đi tìm bắt Nông Hùng Thạc, lúc này cũng đang làm cuộc nổi dậy chống Nguyễn. Bắt được thủ lĩnh Thạc, Nguyễn Đăng Giai lại được thăng một cấp.
Năm Bính Ngọ (1846), đổi ông làm Tổng đốc Hà Ninh (Hà Nội và Ninh Bình). Khi ấy, việc đê điều ở Bắc Kỳ, người nói thôi, người nói đắp, ý kiến rất khác nhau. Cho nên, nhà vua đã sai Nguyễn Đăng Giai phải đích thân đi xem xét rồi thử đưa ra giải pháp. Tuy nhiên, sau đó đề xuất của ông không được đình thần chấp thuận, vì bị cho là "tự một mình thiên kiến".

### Dưới triều Tự Đức
Năm Tự Đức thứ nhất (1848), thăng Nguyễn Đăng Giai làm thự Hiệp biện đại học sĩ, triệu về làm Thượng thư bộ Hình kiêm sung Quốc sử quán Tổng tài.
Tháng 5 (âm lịch) năm ấy, ông dâng sớ điều trần 10 khoản về việc hình, 13 khoản về các việc đúc tiền, tuyển lính, khẩn hoang, vỗ yên dân...Tất cả đều được nhà vua nghe theo.
Khi ấy, vì mới lên ngôi, nhà vua muốn sai sứ sang nhà Thanh cầu phong. Nguyễn Đăng Giai liền dâng sớ can ngăn, đồng thời đề xuất ý kiến là nên mời sứ thần nhà Thanh sang làm lễ bang giao tại kinh đô Huế, vừa giữ được lễ, vừa ít tốn kém. Sách Đại Nam chính biên liệt truyện chép:
...Vua cho lời nói (của ông) là phải, sai phát quốc thư đệ đạt đi. Đến khi sứ nước Thanh là Lao Sùng Quang đến Kinh, làm lễ bang giao, tình ý thỏa hợp, Vua cho Đăng Giai (là người) đầu tiên kiến nghị ra, giữ được quốc thể lắm, thưởng (cho ông) một đồng kim tiền có chữ "Long vân khế hội" và ba tấm nhiễu màu.
Tuy được nhà vua khen và tin cậy, nhưng Nguyễn Đăng Giai không được lòng các quan đồng triều. Cho nên khi khuyết chức Tổng đốc Nghệ An, nhiều người đã đồng đề cử ông đi, buộc ông phải dâng sớ xin từ chối.
Mùa xuân năm Canh Tuất (1850), vùng Hữu Kỳ (gồm Thanh Hóa, Nghệ An, Hà Tĩnh) mất mùa, nhà vua bèn chọn Nguyễn Đăng Giai làm Hữu Kỳ Kinh lược đại sứ lĩnh chức Tổng đốc An Tĩnh (Nghệ An và Hà Tĩnh), kiêm coi đạo Thanh Hóa. Đến nơi, ông gửi sớ về xin vua cho sắp đặt lại nhiều việc, trong đó có việc cho bãi lệnh cấm bán gạo, hoãn thu thuế, tha cho các khoản thiếu, mở các cửa quan và đình đặt đồn để cho dân tự do đi lại giao thương...Lời tâu của ông lại được vua khen, và sai đình thần chọn lấy để thi hành.
Mùa đông năm ấy, ông lại tâu xin truy phong các bề tôi tiết nghĩa ở cuối đời Hậu Lê, lại được vua nghe theo. Xét công, nhà vua thưởng cho ông một cái bài đeo bằng ngọc tốt chạm khắc hoa mai, một đồng tiền hạng lớn có chữ "Vạn thế vĩnh lại".
Năm Tân Hợi (1851), tàn dư của các cuộc nổi dậy chống Thanh nhưng đã biến chất, từ Quảng Tây (Trung Quốc) xiêu dạt tới cướp phá đất Cao Bằng. Nhà vua liền đổi Nguyễn Đăng Giai đi làm Tổng đốc Hà Ninh (Hà Nội và Ninh Bình) kiêm sung Kinh lược các tỉnh là: Ninh Thái (Bắc Ninh và Thái Nguyên) và Lạng Bằng (Lạng Sơn và Cao Bằng).
Sau khi đi xem xét các nơi, ông dâng sớ lên vua trình bày 5 điều về sự trù tính công việc ở biên giới. Được nhà vua chấp thuận, ông liền lệnh cho các tỉnh chọn lính (tuyển thổ binh, tuyển cả phạm nhân tội lưu), bãi chức lưu quan, đặt lại thổ quan...để cho cương giới được bền vững. Tiếp theo, ông gửi thư cho Tuần phủ Quảng Tây để nhờ yễm trợ, rồi đốc quân đến Lạng Sơn, đánh bắt được ba viên chỉ huy của đội quân xiêu dạt trên là Trần Trường, Hoàng Ngọc Quang, Đặc Kim Long. Hoảng sợ, Lý Văn Xương, thủ lĩnh quân Tam Đường (Lai Châu) bèn cử người đến xin hàng.
Nhân dịp này, Nguyễn Đăng Giai lại xin vua cho thi hành ba việc cần làm ở biên giới phía Bắc (và được chấp thuận), đó là: Đặt đồn lớn ở ven biên giới, chia ghép lại Tam Đường và tha thuế cho các châu huyện bị tàn quân cướp bóc.
Năm Quý Sửu (1853), ông xin về thăm mẹ già, được vua ban cho 40 lạng bạc. Cũng trong năm này, khi bình xét công lao, ông được thưởng một cái kim khánh hạng lớn có chữ "Liêm bình cần cán".
Năm Giáp Dần (1854), quân phỉ (gọi theo sử cũ) ở Trung Quốc lại kéo sang quấy nhiễu ở đất Cao Bằng. Nguyễn Đăng Giai lại phải mang bộ binh, tượng binh đi mới đánh đuổi được. Rồi vì một người ở bang Hướng Nghĩa (thuộc Tam Đường) tên là Giang A dọa nạt người lấy của, nên ông bị nhà vua sai giáng bốn cấp nhưng cho lưu nhiệm. vì tội "chiêu nạp người đầu hàng không đúng".
Mùa thu năm ấy, Nguyễn Đăng Giai lâm bệnh nặng rồi chết tại Hà Nội. Thương tiếc, vua Tự Đức sai truy tặng ông hàm Thiếu bảo, ban tên thụy là Văn Ý. Năm Mậu Ngọ (1858), nhà vua cho thờ ông trong đền Hiền Lương tại Huế.

## Bình phẩm
Nói về Nguyễn Đăng Giai, trong sách Đại Nam chính biên liệt truyện, có biên chép hai lời dụ của vua Tự Đức và một lời phê của các sử quan làm ra sách này. Ba đoạn văn ấy như sau:
- Mùa đông năm Canh Tuất (1850), vua Tự Đức ban dụ rằng:

(Nguyễn) Đăng Giai mang cờ tiết đi xét hỏi dân tình, kinh lý châu huyện, nên người thanh liêm tài năng, bỏ kẻ tham nhũng, tha các thuyế trốn, thiếu, vỗ yên dân điêu háo, đến đấy thức ăn dùng của dân được thừa thãi, trộm cướp yên lặng, đời xưa khen là thuần lương cũng không hơn thế. Đặc cách thưởng (cho Đăng Giai) một cái bài đeo bằng ngọc tốt chạm khắc hoa mai, một đồng tiền hạng lớn có chữ "Vạn thế vĩnh lại" và đoạn, nhiễu, sâm, quế .
- Mùa thu năm Giáp Dần (1854), nghe tin ông mất, vua Tự Đức lại ban dụ rằng:

Nguyễn Đăng Giai đã từng thờ ba triều, trung cần một tiết. Ra ngoài nhận coi một địa phương, vào Kinh tham dự việc cơ mật, đã hơn 20 năm nay từ khi mang cờ tiết ra sai phái cúi mình làm hết sức khó nhọc, sửa sang việc biên cương, xông pha lam chướng, nhọc mãi thành mệt, lâu ngày bệnh nặng, đã từng sai ban cho vị thuốc ở thượng phương (thuốc của vua dùng) để mong giữ được thân có bệnh, cố gắng theo việc nhà vua, ngờ đâu lại chết, thương tiếc biết bao….
- Lời phê của các sử quan:

Nguyễn Đăng Giai xuất thân là thế thần, được vua để ý chọn cất lên, trải qua làm quan trong triều, ngoài quân, dựng được nhiều mưu kế sáng suốt, công nghiệp kể cũng rực rỡ. Nay đọc đến những biểu chương sớ tấu thì (thấy) kiến thức lúc bình sinh (của ông), đầy dẫy ra ở lời nói, tuy bề tôi có danh tiếng đời xưa cũng không hơn được. Tiếc vì (ông) tôn chuộng đạo Thích, dựng chùa thờ Phật, luôn mê hoặc người, phí của thật nhiều, chưa khỏi làm lụy cho thịnh đức.

## Thông tin thêm
- Tuy là con nhà theo đạo Nho, nhưng Tổng đốc Hà Ninh Nguyễn Đăng Giai cũng là người mến mộ đạo Phật. Năm 1842, chính ông đã đứng ra quyên góp và chủ trì việc xây dựng một ngôi chùa có tên là Báo Ân với quy mô gồm 180 gian với 36 nóc trên khu đất rộng gần 100 mẫu, mặt trước trông ra Sông Hồng, mặt sau dựa vào hồ Hoàn Kiếm. Năm 1888, thực dân Pháp phá hủy để xây dựng nhà Bưu điện, chỉ còn giữ được tháp Hoà Phong ở phía sau chùa, nay ở trên bờ hồ Hoàn Kiếm. Tuy nhiên, việc xây chùa không phải ai cũng tán thành, cho nên lúc bấy giờ có người làm ra bài tứ tuyệt ngụ ý châm biếm Nguyễn Đăng Giai như sau:

Phúc đức gì mày bố đĩ Giai?
Làm cho tổn Bắc lại hao Đoài!
Kìa gương Vũ đế còn soi đó,
Ngã tử Đài thành, Phật cứu ai? 
- Trong số con của ông Giai, nổi bật có Nguyễn Đăng Hành, đỗ Tiến sĩ năm 1848, làm quan trải đến chức Bắc thứ thường biện quân vụ ở Bắc Kỳ. Khoảng năm 1862, ông bị quân nổi dậy giết chết ở Thuận Thành (Bắc Ninh), được truy thụ hàm Bố chính sứ, được thờ ở đền Trung Nghĩa (Huế), và được chép thành truyện cùng với nội (Nguyễn Đăng Tuân) và cha (Nguyễn Đăng Giai) trong Đại Nam chính biên liệt truyện (quyển thứ 13).
- Ở thành phố Thủ Đức, Thành phố Hồ Chí Minh hiện có con đường mang tên Nguyễn Đăng Giai.

## Sách tham khảo chính
- Quốc sử quán triều Nguyễn (do Cao Xuân Dục làm Tổng tài), Đại Nam chính biên liệt truyện, Quyển thứ 13. Nhà xuất bản Văn Học, 2004.
- Quốc sử quán triều Nguyễn (do Cao Xuân Dục làm Tổng tài), Quốc triều sử toát yếu. Nhà xuất bản Văn Học, 2002.